# Ruperra Motte

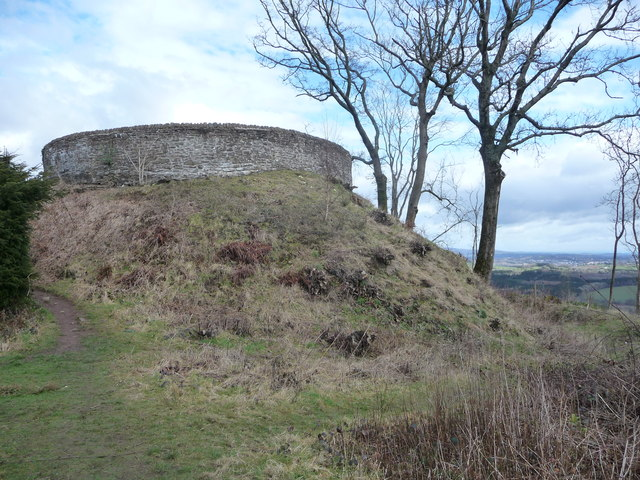
Der Burghügel von Ruperra Motte mit dem Aufgang aus dem 18. Jahrhundert. Fotografie von 2012

Ruperra Motte (auch Craig Ruperra Motte, Castell Breiniol oder Castell y Ddraenen) ist ein Burgstall in Caerphilly County Borough in Wales.

## Geschichte

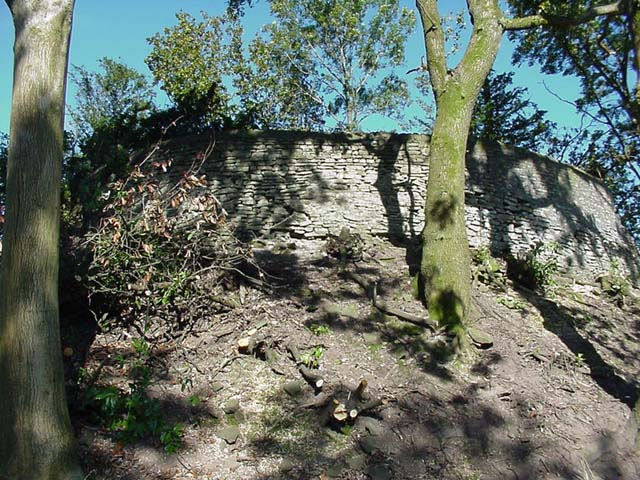
Der Burghügel vor der Freilegung. Aufnahme von 2001

Wahrscheinlich wurde nach der normannischen Eroberung von Morgannwg Ende des 11. Jahrhunderts auf den Resten eines eisenzeitlichen Hillforts eine Burg errichtet. Sie sollte vermutlich wie das weiter östlich gelegene Castell Coch die normannische Herrschaft Cardiff gegen die walisischen Herrschaften im Bergland von Glamorgan schützen. Die Burg wird jedoch in keiner schriftlichen Quelle erwähnt und vermutlich schon im 12. Jahrhundert wieder verlassen. Die walisischen Herrschaften im Bergland von Glamorgan wie Senghenydd und Meisgyn blieben unter nur lockerer anglonormannischer Oberhoheit, ehe sie um die Mitte des 13. Jahrhunderts von Richard de Clare und Gilbert de Clare endgültig erobert wurden.
Im 18. Jahrhundert wurde der Burghügel in den Park des nahen Ruperra Castle eingebunden. Vor 1764 wurde ein zweigeschossiges Sommerhaus auf quadratischem Grundriss auf dem Gipfel der Motte  errichtet, das bis zu Beginn des 20. Jahrhunderts genutzt wurde.  Da das Herrenhaus von Ruperra seit den 1930er Jahren vernachlässigt und 1941 durch einen Brand zerstört wurde, verwilderte der Park. Das Sommerhaus verfiel, und der Burghügel wurde von Kirschlorbeer, Rhododendren und anderen Sträuchern überwuchert. Von 2001 bis 2006 wurde der überwucherte Burghügel durch den Ruperra Conservation Trust, der das Gelände erworben hatte, wieder freigelegt. Der Burghügel und das Hillfort sind als Scheduled Monument geschützt.

## Anlage
Der Burgstall befindet sich am westlichen Ende des langgestreckten Hillforts, das sich auf dem bis zu 182 m hohen Höhenzug Coed Craig Ridge nördlich des Rhymney Valley erstreckt. An der höchsten Stelle des Höhenzugs befindet sich die Motte der ehemaligen Burg. Der Burghügel hat am Fuß einen Durchmesser von etwa 32 m und auf dem Gipfel von etwa 12 m und ist noch etwa 6 m hoch. Er ist von einem Graben umgeben, der vor allem an der Nord- und der Westseite gut erhalten ist. Von den mittelalterlichen Bauten und dem Sommerhaus des 18. Jahrhunderts sind keine Reste erhalten. Dagegen ist der spiralförmige, mit einer Begrenzungsmauer angelegte Weg aus dem 18. Jahrhundert erhalten, der zum Gipfel des Burghügels führt. Das über 200 m lange Hillfort ist kaum erforscht. Es ist im Nordwesten von einem doppelten und sonst von einem einfachen Wallgraben umgeben. Im Südosten, wo das Gelände steil abfällt, fehlt der Graben.